# محمد حمدي عاشور
محمد حمدي عاشور من مواليد 18 مارس عام 1918م بدمياط، توفي في عام 1985م.
التحق بالأكاديمية العسكرية ثم اشترك في تنظيم الضباط الأحرار بعد الحرب مباشرة كان صديق للرئيس جمال عبد الناصر وخاض انتخابات مجلس الأمة في أواخر الخمسينات وفاز في الانتخابات حيث قاد مسيرة العمل السياسى في هذه الحقبة بدمياط.

## الأعمال
- اشترك في حرب فلسطين
- أشرف على أنشاء مصنع الألبان ومصنع تعليب الأسماك والخشب المضغوط

## المناصب
- في يوليو عام 1956 م أسند إليه منصب سكرتير عام ديوان رئاسة الجمهورية
- عين محافظاً لدمياط عام 1960م
- شغل منصب محافظ الإسكندرية في الفترة من 12 نوفمبر 1961م حتى 27 أكتوبر 1968م
- عين وزيراً للإدارة المحلية في عام 1968م
- أختير وزيراً للتموين والتجارة الداخلية في عام 1970 م
- شغل منصب محافظ القاهرة في الفترة من 9 سبتمبر 1972م حتى 24 أبريل 1974م